# Burgerunie van Georgië
De Burgerunie van Georgië (Georgisch: საქართველოს მოქალაქეთა კავშირი, Sakartvelos Mokalaketa Kavsjiri, afgekort SMK) of simpelweg Burgerunie was een politieke partij in Georgië tussen 1993 en 2003, die het landsbestuur domineerde in die periode. De partij werd opgericht door Edoeard Sjevardnadze en was zijn machtsbasis tot hij door de Rozenrevolutie in 2003 ten val werd gebracht. De toen inmiddels uit elkaar gevallen Burgerunie hield daarna feitelijk op te functioneren als politieke partij en verdween van het toneel.

## Geschiedenis

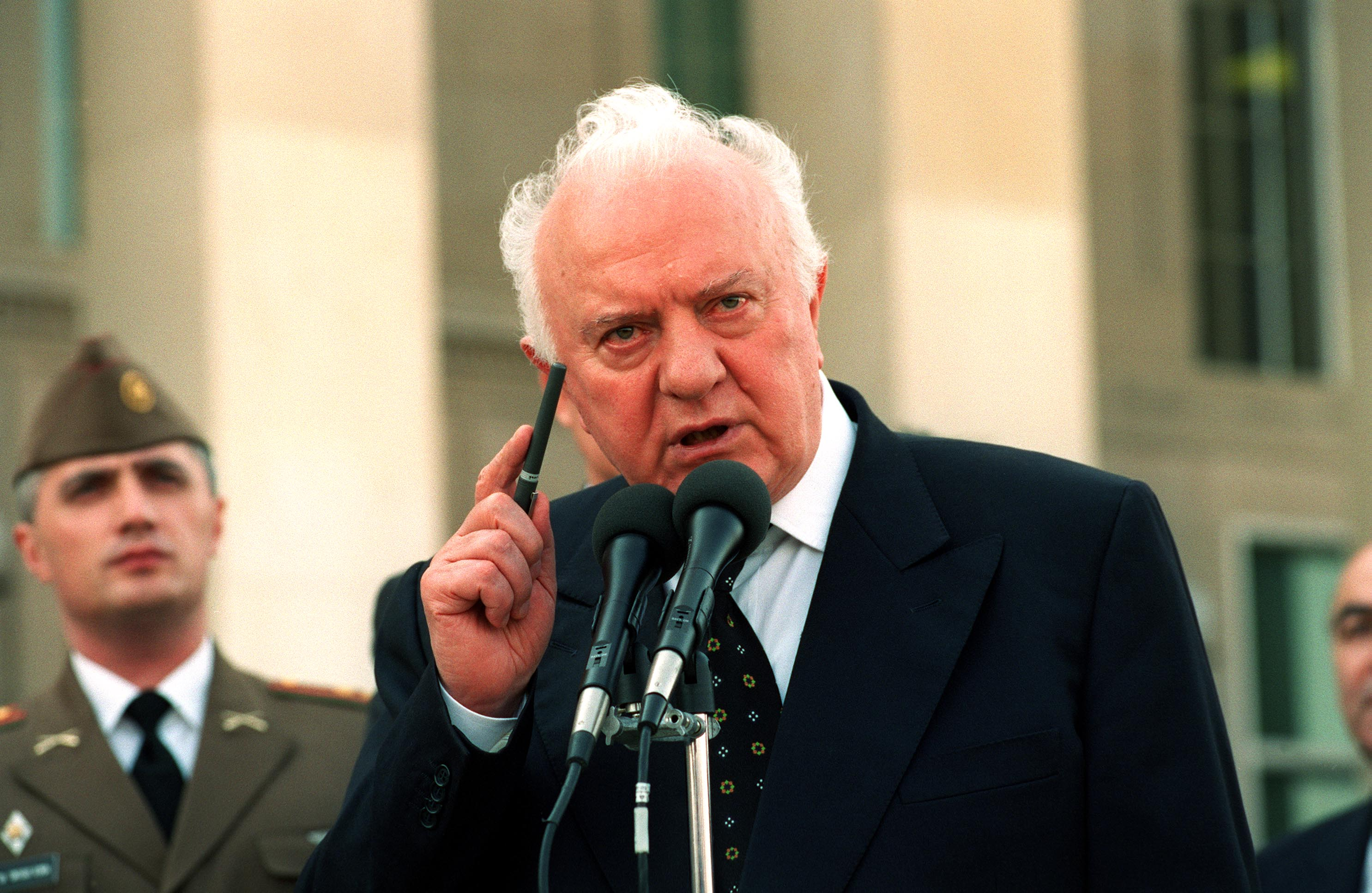
Oprichter en voorzitter Sjevardnadze

Na de staatsgreep tegen president Zviad Gamsachoerdia kwam de voormalige leider van de Georgische sovjetrepubliek en voormalig Sovjet-buitenlandminister Edoeard Sjevardnadze in het voorjaar van 1992 terug naar Georgië om het land te leiden. De tijdelijke regering onder leiding van Sjevardnadze organiseerde parlementsverkiezingen in najaar 1992, waarin Sjevardnadze zich via een directe stem liet kiezen als parlementsvoorzitter. Het parlement benoemde hem op 6 november 1992 bij gebrek aan een president tot staatshoofd. Er kwamen 24 partijen en kiesblokken in het 235-koppige parlement, waarbij het grootste blok 29 zetels groot was. Ondanks een consolidatie van een aantal fracties werd de politieke slagkracht van Sjevardnadze en de regering beperkt door deze fragmentatie.

### Oprichting
Om zijn machtsbasis uit te breiden richtte Sjevardnadze in november 1993 samen met de Groene Partij van Georgië,  'Eenheid en Welvaart' en 'Genootschap van Tbilisi' de Burgerunie van Georgië op. Hij werd op 28 november 1993 benoemd tot partijvoorzitter, terwijl de leider van de Groene Partij, parlementslid Zoerab Zjvania, werd benoemd tot algemeen secretaris van de Burgerunie, een functie die hij tot de verkiezingen van 1995 vervulde. In 1994 werd de Burgerunie formeel geregistreerd als partij.

### Electoraal succes
Voor de parlementsverkiezingen van 1995 had de partij een aantal politieke speerpunten geformuleerd. Ze wilde de wettelijke basis leggen voor staatsopbouw en -hervormingen en zorgen voor macro-economische stabiliteit. Tevens streefde de partij naar het herstel van de territoriale integriteit van Georgië en het centrale gezag over Abchazië, Zuid-Ossetië en Adzjarië. Tegelijkertijd met de parlementsverkiezingen werden presidentsverkiezingen gehouden, de eerste sinds Gamsachoerdia was afgezet in januari 1992. De Burgerunie steunde Sjevardnadze in zijn kandidatuur.
De Groene Partij had voor de parlementsverkiezingen een drietal kandidaten op de kieslijst van de Burgerunie, waaronder Zoerab Zjvania. De Burgerunie kreeg 23,7 procent van de stemmen en kwam met 108 van de 235 zetels in het parlement. Ze werd hiermee veruit de grootste fractie. Zjvania werd door het parlement aangewezen als parlementsvoorzitter en volgde Sjevardnadze hierin op, die tot president van Georgië was gekozen.

### Democratische hervormingen

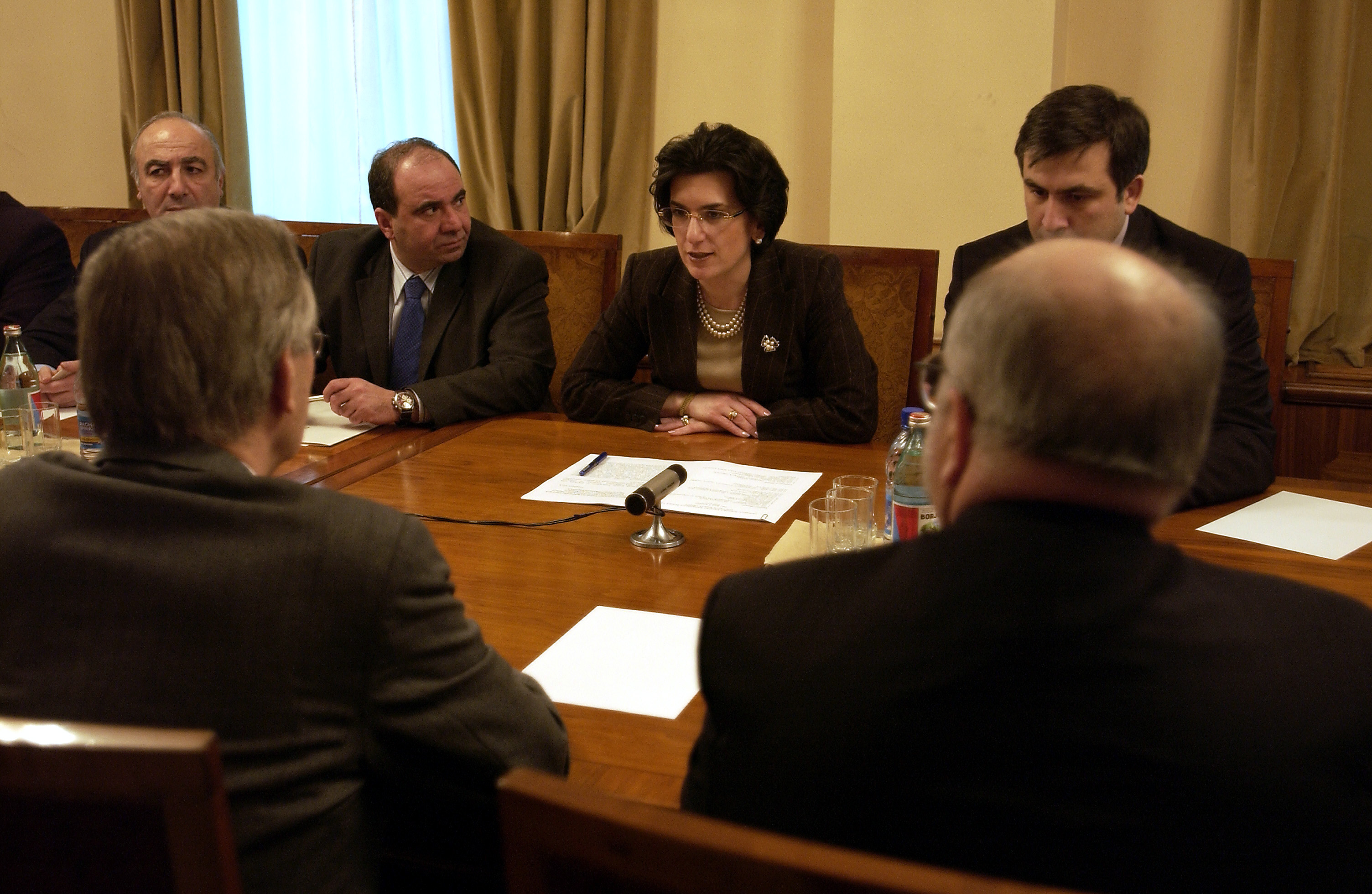
Parlementsvoorzitter Zoerab Zjvania (l), Nino Boerdzjanadze (m) en de latere president Micheil Saakasjvili (r) behoorden tot de hervormers binnen de Burgerunie.

Het parlement had ondanks de dominantie van de Burgerunie betrekkelijk weinig invloed op het beleid van Sjevardnadze en de regering. Niettemin werden onder leiding van parlementsvoorzitter Zjvania en andere jonge hervormingsgerichte parlementsleden van de Burgerunie essentiële wetgeving aangenomen, die bijdroegen aan positieve democratische veranderingen. Belangrijke juridische hervormingen werden geleid door Micheil Saakasjvili, parlementslid voor de Burgerunie en voorzitter van de parlementaire commissie Juridische Zaken.
Georgië vond in deze periode gestaag de weg omhoog na de turbulente jaren 1991-1994. Er kwam economische groei, de broodnodige internationale financiële steun kwam los en er was een toenemend gevoel van stabiliteit en vooruitgang in het land. De partij won op dat gevoel overtuigend de parlementsverkiezingen van 1999, met een sociaal gericht programma, en een gepolariseerde campagne. Ze behaalde de absolute meerderheid in het parlement, mede geholpen door de hoge kiesdrempel van zeven procent.
De jongere hervormingsgezinde generatie binnen de partij presenteerde de Burgerunie als 'pro-westers' tegenover de grootste electorale concurrent Unie voor Democratische Wedergeboorte van de Adzjaarse leider Aslan Abasjidze die als 'pro-Russisch' en autoritair werd neergezet. Dit hoge kiesdrempel dwong kleinere partijen zich bij een van deze twee blokken aan te sluiten, waardoor een meer centrisch derde blok niet van de grond kon komen. De kloof tussen de conservatieve en hervormingsgezinde krachten binnen de Burgerunie begon echter groter te worden.

### Botsing hervormers en conservatieven

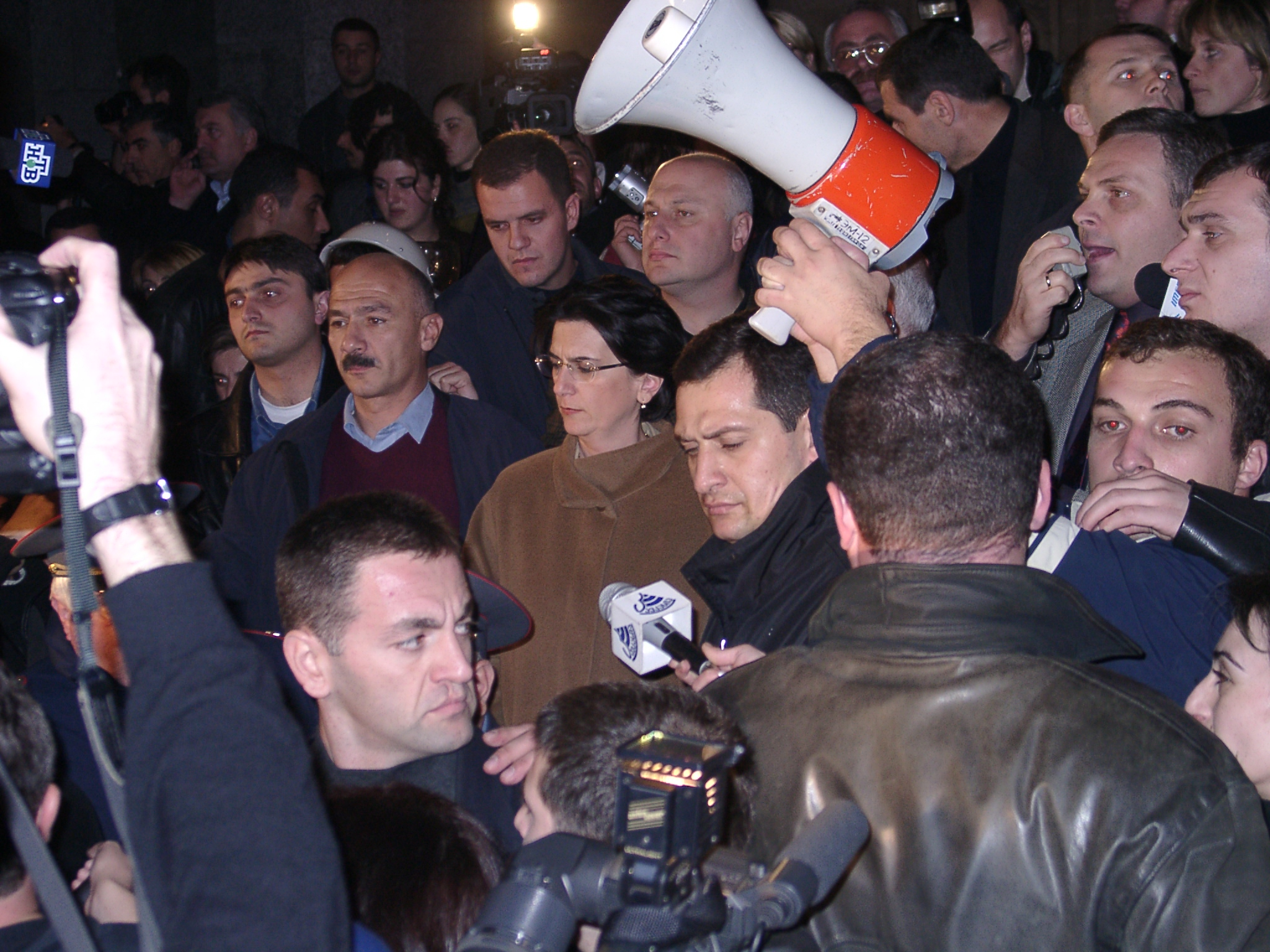
Nino Boerdzjanadze, de eerste die vertrok uit de parlementsfractie

Binnen de partij ontstonden medio 2000 botsingen tussen de verschillende stromingen. De jonge hervormingsgerichte generatie zette de bestuurscultuur van Sjevardnadze gebouwd op de Sovjet-nomenklatoera onder druk. De invloed van deze 'jonge hervormers' in de partij groeide tot een hoogtepunt in 2000, waarbij ze doordrongen tot het kabinet. Micheil Saakasjvili werd minister van Justitie en profileerde zich nadrukkelijk met zijn anti-corruptie agenda. Kort na de verkiezingen van 1999 vertrok Nino Boerdzjanadze als eerste uit de fractie. In 2000 vertrok een deel van de 'nieuwe gezichten', die voor de verkiezingen van 1999 de partij binnen waren gehaald, omdat hen duidelijk was geworden dat van hen geen eigen politieke inbreng werd verlangd. Ze plaatsten zich tegenover de hervormers en richtten een jaar later de Nieuwe Rechtsen op.
De interne machtsstrijd escaleerde in 2001, waarna hervormingsgerichte kabinetsleden opstapten en de parlementsfractie in verschillende groepen uiteen viel. Sjevardnadze vertrok als gevolg van de interne confrontaties als partijvoorzitter, wat een leiderschapscrisis tot gevolg had. Het gehele kabinet nam ontslag, toen de autoriteiten in oktober 2001 binnen waren gevallen bij het populaire en kritische tv-station Rustavi 2 en protesten daartegen waren uitgebroken. De meeste hervormers waren toen inmiddels naar de oppositie overgestapt. Saakasjvili begon de partij Nationale Beweging, nadat hij in oktober 2001 via een tussentijdse verkiezing van een districtszetel een plek terug in het parlement had veroverd. De hervormingsgezinde parlementsvoorzitter Zjvania werd door Sjevardnadze gedwongen op te stappen.
Zjvania probeerde vervolgens eind 2001 het leiderschap van de partij naar zich toe te trekken voor een progressieve hervormingsgezinde koers. Het ontbrak hem daarbij aan steun in de afdelingen in de regio's, waarna hij de Burgerunie in de loop van 2002 verliet en de Verenigde Democraten oprichtte. Deze partij fuseerde twee jaar later met de Nationale Beweging. Negen maanden nadat Sjevardnadze op was gestapt als partijvoorzitter, werd op zijn voordracht op 29 juni 2002 staatsminister Avtandil Dzjorbenadze unaniem gekozen tot voorzitter.

### Electorale afrekening

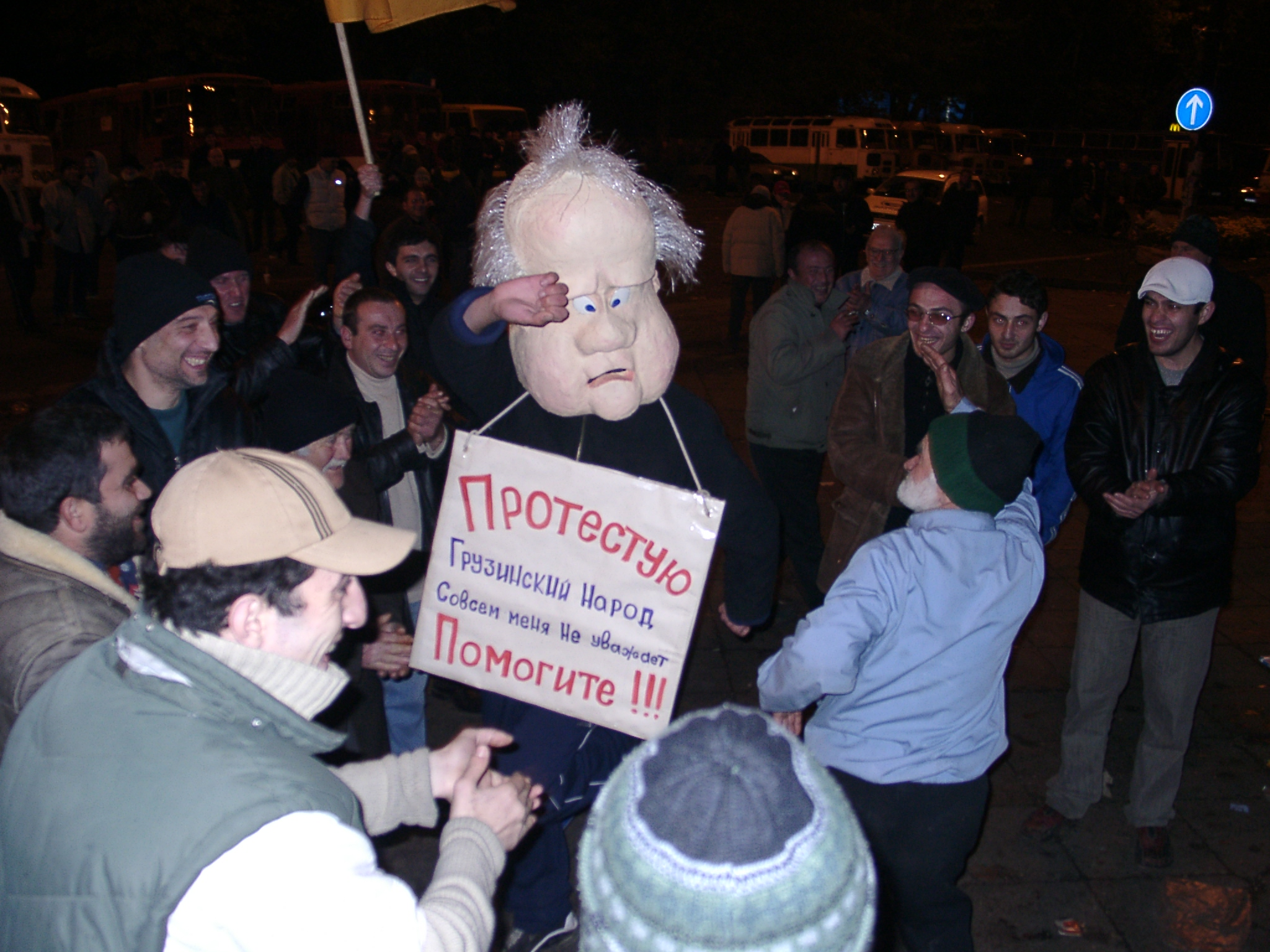
Sjevardnadze werd steeds meer mikpunt van spot (Rozenrevolutie 2003)

De gang van zaken liet diepe sporen na. De partij werd hard afgestraft bij de gemeenteraadsverkiezingen van juni 2002. De partij werd in hoofdstad Tbilisi overtroeft door de Arbeiderspartij en de Nationale Beweging van Saakasjvili, die elk een kwart van de stemmen kregen. De Burgerunie behaalde in Tbilisi de kiesdrempel niet. Met ruim een jaar te gaan tot de parlementsverkiezingen van 2003 blokkeerde de partij pogingen om de kieswet te moderniseren en weigerde ze de macht op te geven in de centrale verkiezingscommissie. Dit werd gezien als opmaat naar verkiezingsfraude.
De Burgerunie verpakte zichzelf voor de verkiezingen in een kiesblok onder de noemer 'Voor een Nieuw Georgië'. Hierin zaten de naast de Burgerunie onder andere de Groene Partij, de Socialistische Partij en de Nationaal-Democratische Partij. De oppositie had een goede startpositie om de verkiezingen te winnen, maar was verdeeld en kreeg geen volledige eenheid voor elkaar. Sjevardnadze probeerde ondertussen de Adzjaarse leider Abasjidze en zijn Unie voor Democratische Wedergeboorte aan zich te binden voor steun na de verkiezingen, maar Abasjidze sloeg dit af.

### Revolutie

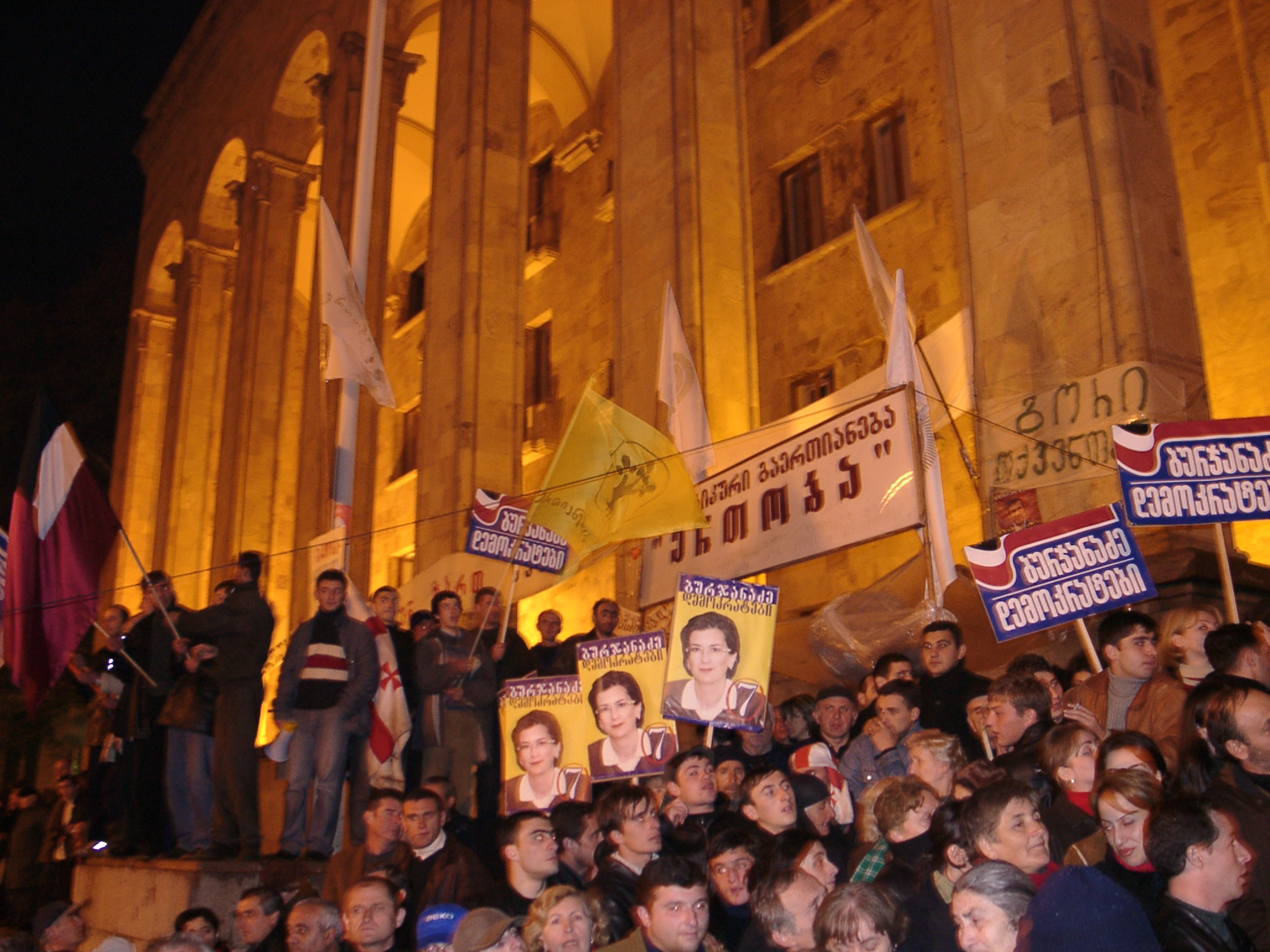
Protesten bij het parlement

Het blok van de Burgerunie zou volgens in de verkiezingen van 2003 de officiële telling 21,3 procent van de stemmen gekregen hebben. Met districtszetels was dit goed voor 57 zetels, een verlies van 74. De Unie voor Democratische Wedergeboorte zou de tweede grootste partij zijn geworden met 18,8 procent van de stemmen. Volgens de parallelle telling hadden deze twee partijen respectievelijk 18,9 en 8,1 procent van de stemmen gekregen en was de Verenigde Nationale Beweging de winnaar met 26,6 procent van de stemmen. De vermeende fraude was het meest opzichtig bij de partij van Abasjidze, die volgens de parallelle telling ruim tien procent minder stemmen had gekregen.
De verkiezingen werden internationaal sterk bekritiseerd vanwege fraude en het gebrek aan voldoen aan internationale standaarden. Er braken grootschalige protesten uit tegen de verkiezingsfraude. De uitslag werd na de Rozenrevolutie ongeldig verklaard en in maart 2004 vonden nieuwe verkiezingen plaats waar de Burgerunie niet aan meedeed. De belangrijkste dissidenten uit de Burgerunie, Saakasjvili, Zjvania en Boerdzjanadze, leidden de overgangssituatie naar nieuwe verkiezingen. De Burgerunie hield op te bestaan.

## Ideologie
De ontwikkeling van scherpe ideologische doelen van de Burgerunie werd ondergeschikt gemaakt aan electoraal succes ten behoeve van politieke slagkracht. De visie was dat een brede machtsbasis nodig was om het land te stabiliseren uit de politieke chaos en versplintering van de voorafgaande jaren. In lijn daarmee werd de partij gedreven door de voorkeur voor een sterke gecentraliseerde staat, aangevuld met een sociale agenda. De Burgerunie had een voornamelijk centrumlinkse oriëntatie en sloot zich in 1996 als waarnemer aan bij de Socialistische Internationale, de wereldwijde koepelorganisatie van sociaaldemocratische partijen waaronder zich ook de Nederlandse PvdA bevindt.
De standpunten van de partij waren in economisch opzicht gericht op het versterken van de vrijemarkteconomie, gekoppeld aan corruptiebestrijding, het zekerstellen van belastinginkomsten ten behoeve van de staatsbegroting en het bevorderen van productie, ook als dat ten koste zou moeten gaan van liberaliseringsmaatregelen. In het sociale domein stond de partij voor banengroei, maatregelen ter verbetering van de sociale bescherming en het pensioenstelsel. Ten aanzien van buitenlands beleid streefde de partij naar integratie en samenwerking met de internationale gemeenschap. Het sprak zich in algemene termen uit over "goede nabuurrelaties" en volgde de overige voormalige Sovjetlanden in het streven naar actieve deelname aan het NAVO-programma "Partnerschap voor de Vrede". De partij was voorstander van een sterk presidentieel systeem voor het landsbestuur, dat Sjevardnadze in de nieuwe grondwet van 1995 vast had laten leggen. Tegelijkertijd streefde de partij onder het motto "sterke regio's en een sterk centrum" naar sterke zelfbesturende binnenlandse organen met uitbreiding van rechten van regionale autonomie.

## Verkiezingen
Een overzicht van de landelijke verkiezingsuitslagen voor de partij. 
| 1995                     | Edoeard Sjevardnadze  | 504.586 | 23,7 | 90 | 18 | 108 / 235 | (1) | 108 |                            |
| 1999                     | Edoeard Sjevardnadze  | 894.850 | 42,1 | 85 | 46 | 131 / 235 | (1) | 23  |                            |
| 2003                     | Avtandil Dzjorbenadze | 407.045 | 21,3 | 38 | 19 | 57 / 235  | (1) | 74  | Uitslag ongeldig verklaard |
| Bronnen: CESKO, Publika. |                       |         |      |    |    |           |     |     |                            |

## Partijleiders
De partij werd vanaf de oprichting in 1993 tot en met 17 september 2001 geleid door Edoeard Sjevardnadze. Hij vertrok als partijvoorzitter vanwege aanhoudend conflict met de hervormingsgezinden in de partij en de regering waar hij zich niet achter kon scharen.
Door een interne strijd tussen de hervormingsgezinde en conservatieve krachten zat de partij negen maanden zonder voorzitter. Op 29 juni 2002 werd staatsminister Avtandil Dzjorbenadze unaniem gekozen tot voorzitter, nadat Sjevardnadze hem had voorgedragen. Hij was de laatste voorzitter van de Burgerunie.

## Internationale relaties
De partij werd in september 1996 op het 20e congres van de Socialistische Internationale in New York toegelaten als waarnemend lid.